# レモン画翠
レモン画翠（レモンがすい）は、東京都千代田区に本店を置く建築模型材料・画材・文房具専門店。また企業を対象とした保存額装や、美術館・博物館の展示コンサルタント業も行っている。

## 概要
前身となる「今井鐵次郎商店」の創業は1923年、大正12年まで遡る。創業当初は、イギリスやフランスの絵画用の画材を扱っていたが、それと同時に、まだ当時珍しかった建築模型材料の輸入や開発にもいち早く着手した。
1978年からは毎年、全国の建築学生による卒業設計展「レモン展」を主催しており、「建築にいちばん近い画材店」として建築模型材料などにおいて、都内有数の品揃えを誇る。「ポイントカード」に加入すると、次回以降の買い物で利用できる。「レモン画翠カード」は入会金0円で有効期限は2年。
昭和60年当時、レモン画翠の広告の挿画は井上洋介（イラストレーター、絵本作家）が担当しており、現在も販促物やグッズなどに使用されている。

## 店舗案内
- 御茶ノ水本店
  - JR総武線御茶ノ水駅 徒歩1分
  - 東京メトロ千代田線新御茶ノ水駅B1出口 徒歩2分
  - 東京メトロ丸ノ内線御茶ノ水駅 出口1 徒歩4分
- 画翠藝大店 
  - 東京藝術大学上野キャンパス 東京藝術大学 大学美術館内
- イタリアンレストラン トラットリアレモン
  - JR総武線御茶ノ水駅 徒歩4分
  - 東京メトロ千代田線新御茶ノ水駅 B3b出口 徒歩6分
  - 東京メトロ半蔵門線神保町駅 A5出口 徒歩6分
  - 京メトロ丸ノ内線御茶ノ水駅 出口1 徒歩5分

## 沿革
- 1923年（大正12年）今井鉄次郎　東京都文京区小石川に洋画材料卸商「今井鉄次郎商店」を開業
- 1931年（昭和6年）東京美術学校（東京藝術大学）内に売店を開設
- 1950年（昭和25年）千代田区神田駿河台2-6に喫茶レモンを開設 （設計・デザイン：境沢孝）
- 1955年（昭和30年）同上地に画材小売店「画翠」を開設。有限会社組織に改める（有限会社レモン）
- 1977年（昭和52年）関東の高校、企業に対して美術教材、デザイン材料の販売を開始
- 1978年（昭和53年）本店所在地に5階建てビルを新築、総合美術・デザイン材料専門店完成
- 1980年（昭和55年）第1回学生設計優秀作品展を日仏会館にて開催。御茶ノ水近郊の大学・専門学校から7校が参加、以降毎年継続して開催
- 1981年（昭和56年）美術館用ピクチャーレール、ピクチャーハンガーの発売を開始
- 1986年（昭和61年）美術館、画廊などの展覧会を体系的にバックアップする新分野（保存額装など）の営業を開始
- 1987年（昭和62年）
  - 千代田区神田駿河台1-5に7階建てビル「レモンパートⅡ」を新築
  - 同ビルに「イタリアンレストラン　トラットリアレモン」を開設
- 1990年（平成2年） 営業部の販売力・流通機構強化を行う
- 1995年（平成7年）APPLEコンペティション95 （主催：アップルコンピュータ株式会社）を企画・運営
- 1997-1998年（平成9-10年）ウェブ上での空間構想力を問う「森ビル・都市デザインコンペ」（主催：森ビル株式会社）を森ビル文化事業部とともに企画・運営
- 2001年（平成13年）インターネット上で行われる初めての博覧会「インターネット博覧会」「デザインフォーラム【時間都市】」を鹿島グループとともに企画・運営
- 2004年（平成14年）建築模型材料オンラインショップを開設
- 2004年（平成16年）第1回御茶ノ水茗渓通りスケッチ大会開催。以後毎年開催
- 2011年（平成23年）主に設計製図・模型材料の教材を紹介・販売する大学営業を開設
- 2012年（平成24年）御茶ノ水本店の改装
- 2015年（平成27年）大学営業の販売エリアを首都圏から全国へ拡大
- 2018年（平成30年）主催する「学生設計優秀作品展-建築・都市・環境-（通称：レモン展）」が「日本建築学会賞（業績）」を受賞
- 2019年（平成31年）主催する「学生設計優秀作品展-建築・都市・環境-（通称：レモン展）」が「平成31年度文部科学大臣表彰　科学技術賞（理解増進）」を受賞